# アダド・ニラリ2世
アダド・ニラリ2世（Adad-nirari II、在位：前911年-前891年）は、古代メソポタミア地方のアッシリアの王。一般的に、新アッシリア時代最初の王であると考えられている。西方でアラム人と戦い、ハブール川流域を確保したほか、南方のバビロニアを攻めてその領土を切り取るなどして、新帝国の土台を築いた。

## 来歴

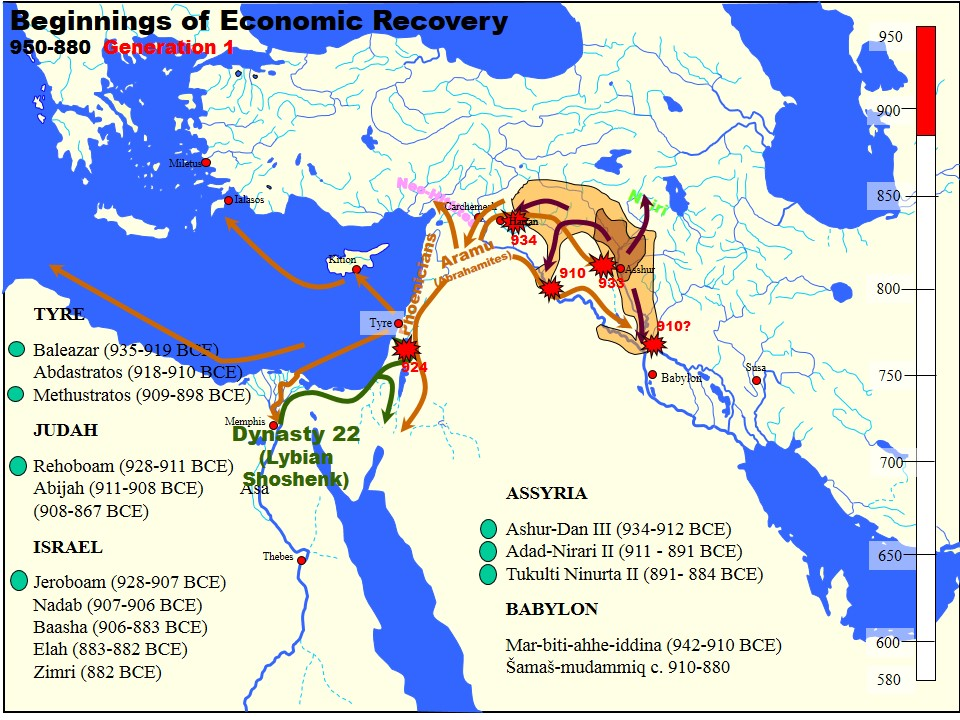
アダド・ニラリ2世時代における古代オリエントの経済的復興

アダド・ニラリ2世はアッシュル・ダン2世の息子である。アダド・ニラリ2世は小規模な宮廷闘争の後に王位を継承した。王位継承がアッシリアの名目的な属国の反乱を誘発した可能性が高い。
彼は、それまでは名目的にアッシリアの下にあったに過ぎない諸地域を確保した。ハブール川とユーフラテス川の合流点で前910年に戦い、問題の種となっていた現地のアラム人を征服して追放した。北方で新ヒッタイトとフルリ人を平定した後、アダド・ニラリ2世はバビロニアのシャマシュ・ムダミクを2度攻撃し打ち破った。また同年中にディヤラ川北方の広大な領域と中部メソポタミアのヒートとザンクを併合した。また治世の後半にはバビロニア（ナブー・シュマ・ウキン1世時代）からさらに領土を獲得した。西方でも遠征を行い、アラム人の都市Kadmuhとヌサイビン（ニシビス）を平定した。彼は膨大な量の戦利品を得るとともに、ハブール川流域も確保した。彼の治世は古代オリエントの経済復興の時代にあたっており、フェニキアとアラムの交易路が拡大し、アナトリアとリビア人（第22王朝支配下のエジプト）、メソポタミア、地中海が結びつけられた。
アダド・ニラリ2世の息子トゥクルティ・ニヌルタ2世の治世になっても敵国との戦いは続いた。
アダド・ニラリ2世の治世から前7世紀半ばのアッシュルバニパルの治世までの完全なリンム表（一年任期で交代するリンム職の名前を記したリスト）が残されており、恐らく古代オリエント史において正確に編年を復元できる最初の年はアダド・ニラリ2世の治世第1年（前911年）である。ただし、『アッシリア王名表』は一般にアダド・ニラリ2世より数世紀前までの期間において相当正確であると考えられており、学者たちは前12世紀後半のアッシュル・レシュ・イシ1世の時代まで共通した編年体系を用いている。